# Darmstatio
El darmstatio o darmstadtio es un elemento químico de la tabla periódica cuyo símbolo es Ds y cuyo número atómico es 110, lo cual lo hace uno de los átomos superpesados. Es un elemento sintético que decae rápidamente; sus isótopos de números másicos entre 267 y 273 tienen periodos de semidesintegración del orden de los microsegundos. Sin embargo, isótopos más pesados, de números másicos 279 y 281, sintetizados recientemente, son más estables, con periodos de semidesintegración de 180 milisegundos y 11,1 segundos, respectivamente. Debido a su presencia en el grupo 10, se cree que este elemento puede ser un metal sólido brillante. Recibe su nombre en honor a la ciudad alemana de Darmstadt donde fue descubierto.

## Historia
Fue sintetizado por primera vez el miércoles 9 de noviembre de 1994 en la Gesellschaft für Schwerionenforschung en Darmstadt, Alemania, por P. Armbruster, S. Hofmann, G. Münzenberg y otros. Nunca ha sido visto y solo unos pocos átomos del mismo han sido creados por el bombardeo de isótopos de plomo (208Pb) con iones acelerados de níquel (62Ni, 311 MeV), en un acelerador de iones pesados. El elemento fue nombrado en honor al lugar donde fue descubierto, Darmstadt, por la IUPAC en agosto de 2003.

## Propiedades predichas
Aparte de las propiedades nucleares, no se han medido propiedades del darmstadtio o sus compuestos; esto se debe a su producción extremadamente limitada y costosa y al hecho de que el darmstatio (y sus padres) se descompone muy rápidamente. Las propiedades del metal darmstatio siguen siendo desconocidas y solo se dispone de predicciones.

### Químicas
Darmstatio es el octavo miembro de la serie 6d de metales de transición, y debería parecerse mucho a los metales del grupo del platino. Los cálculos sobre sus potenciales de ionización y radios atómico e iónico son similares a los de su homólogo más ligero platino, lo que implica que las propiedades básicas del darmstatio se asemejan a los de los otros elemento del grupo 10, níquel, paladio y platino.
La predicción de las propiedades químicas probables del darmstatio no ha recibido mucha atención recientemente. El darmstatio debería ser un metal noble. El potencial de reducción estándar previsto para el par Ds2+/Ds es 1,7 V. Según los estados de oxidación más estables de los elementos más ligeros del grupo 10, se prevé que los estados de oxidación más estables del darmstatio sean los estados +6, +4 y +2; sin embargo, se prevé que el estado neutral sea el más estable en soluciones acuosas. En comparación, solo se sabe que el paladio y el platino muestran el estado de oxidación máximo del grupo, +6, mientras que los estados más estables son +4 y +2 tanto para el níquel como para el paladio. Se espera además que los estados de oxidación máximos de elementos de bohrio (elemento 107) a darmstatio (elemento 110) puedan ser estables en la fase gaseosa pero no en solución acuosa. Se prevé que el hexafluoruro de darmstatio (DsF6) tenga propiedades muy similares a las de su homólogo más ligero hexafluoruro de platino (PtF6), con estructuras electrónicas y potenciales de ionización muy similares . 
También se espera que tenga la misma geometría molecular octaédrica que PtF6. Otros compuestos de darmstatio previstos son el carburo de darmstatio (DsC) y el tetracloruro de darmstatio (DsCl4), de los cuales se espera que se comporten como sus homólogos más ligeros. A diferencia del platino, que preferentemente forma un cianuro complejo en su estado de oxidación +2, Pt(CN)2, se espera que el darmstatio permanezca preferentemente en su estado neutral y forme Ds(CN)2−
2 en su lugar, formando un fuerte enlace Ds-C con algún carácter de enlace múltiple.

### Físicas y atómicas
Se espera que el darmstatio sea un sólido en condiciones normales y que cristalice en la estructura cúbica centrada en el cuerpo, a diferencia de sus congéneres más ligeros que cristalizan en la estructura cúbica centrada en las caras, porque se espera que tenga densidades de carga de electrones diferentes a las de ellos. Debe ser un metal muy pesado con una densidad de alrededor de 26–27 g/cm 3. En comparación, el elemento más denso conocido del que se ha medido su densidad, el osmio, tiene una densidad de solo 22,61 g/cm3.
Se calcula que la configuración electrónica externa del darmstatio es 6d8 7s2, que obedece al principio de Aufbau y no sigue la configuración externa del platino, configuración electrónica de 5d9 6s1. Esto se debe a la estabilización relativista del par de electrones 7s2 durante todo el séptimo período, por lo que se espera que ninguno de los elementos del 104 al 112 tenga configuraciones electrónicas que violen el principio de Aufbau. Se espera que el radio atómico del darmstatio sea de alrededor de 132 pm.

## Isótopos
El darmstatio no tiene isótopos estables o naturales. Se han sintetizado varios isótopos radiactivos en el laboratorio, ya sea mediante la fusión de dos átomos o mediante la observación de la descomposición de elementos más pesados. Se han informado nueve isótopos diferentes de darmstadtio con masas atómicas 267, 269–271, 273, 277 y 279–281, aunque el darmstadtio-267 no está confirmado. Tres isótopos de darmstatio, darmstatio-270, darmstatio-271 y darmstatio-281, han conocido estados metaestables, aunque el de darmstatio-281 no está confirmado. La mayoría de estos se desintegran predominantemente a través de la desintegración alfa, pero algunos sufren fisión espontánea.

### Estabilidad y vidas medias

Esta tabla de modos de desintegración según el modelo de la Agencia de Energía Atómica de Japón predice varios nucleidos superpesados dentro de la isla de estabilidad con vidas medias totales superiores a un año (encerrados en un círculo) y experimentando principalmente desintegración alfa, alcanzando un máximo en ^{294}Ds con una vida media estimada de 300 años.

Todos los isótopos de darmstatio son extremadamente inestables y radiactivos; en general, los isótopos más pesados son más estables que los más ligeros. El isótopo de darmstatio conocido más estable, 281Ds, es también el isótopo de darmstatio más pesado conocido; tiene una vida media de 12,7 segundos. El isótopo 279Ds tiene una vida media de 0,18 segundos, mientras que el 281mDs no confirmado tiene una vida media de 0,9 segundos. Los siete isótopos restantes y dos estados metaestables tienen vidas medias entre 1 microsegundo y 70 milisegundos. Sin embargo, algunos isótopos de darmstadtio desconocidos pueden tener vidas medias más largas.
El cálculo teórico en un modelo de tunelización cuántica reproduce los datos experimentales de vida media de desintegración alfa para los isótopos de darmstatio conocidos. También predice que el isótopo no descubierto 294Ds, que tiene un número mágico de neutrones (184), tendría una vida media de descomposición alfa del orden de 311 años; sin embargo, exactamente el mismo enfoque predice una semivida alfa de ~3500 años para el isótopo no mágico 293Ds.